# Tabela das Nações

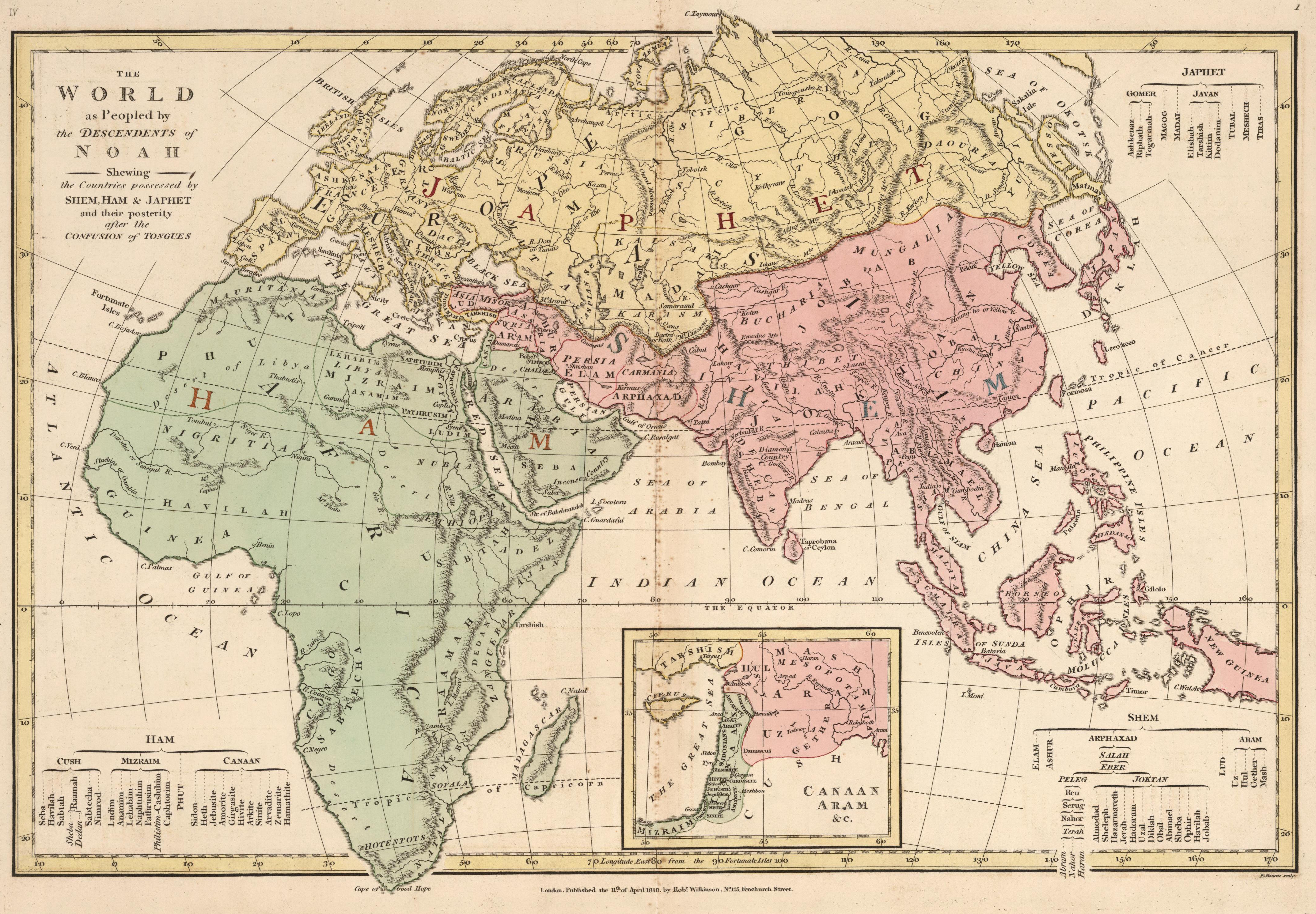
Mapa de 1823 de Robert Wilkinson (veja também a versão de 1797 aqui). Antes de meados do século XIX, Sem era associado a toda a Ásia, Cam a toda a África e Jafé a toda a Europa.

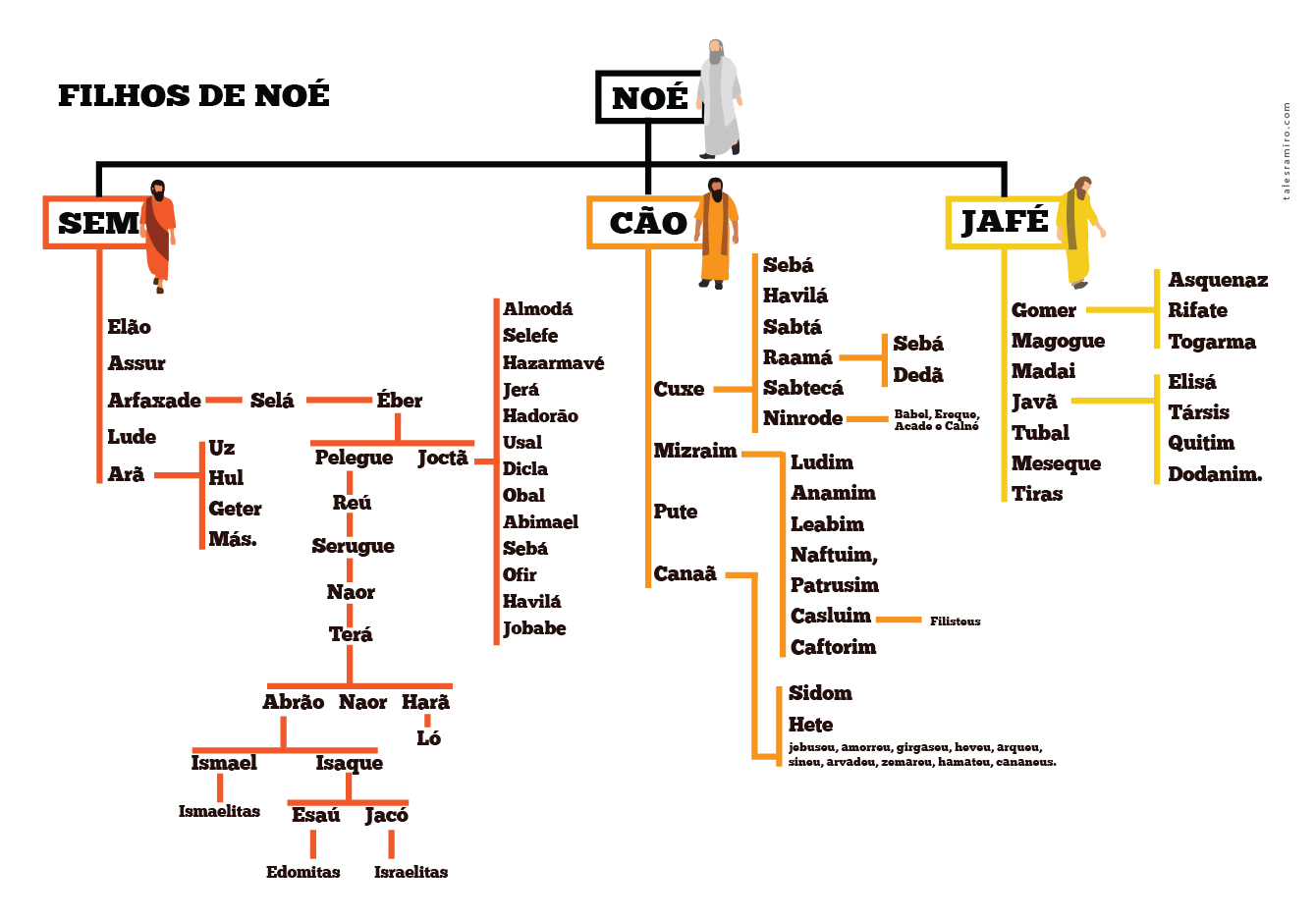
Descendência de Noé de acordo com cada um de seus filhos, tendo Sem 26 descendentes, Cam 30 descendentes e Jafé 14 descendentes, cada um com sua língua (após a Torre de Babel) e suas famílias que se multiplicaram e geraram essas nações e países

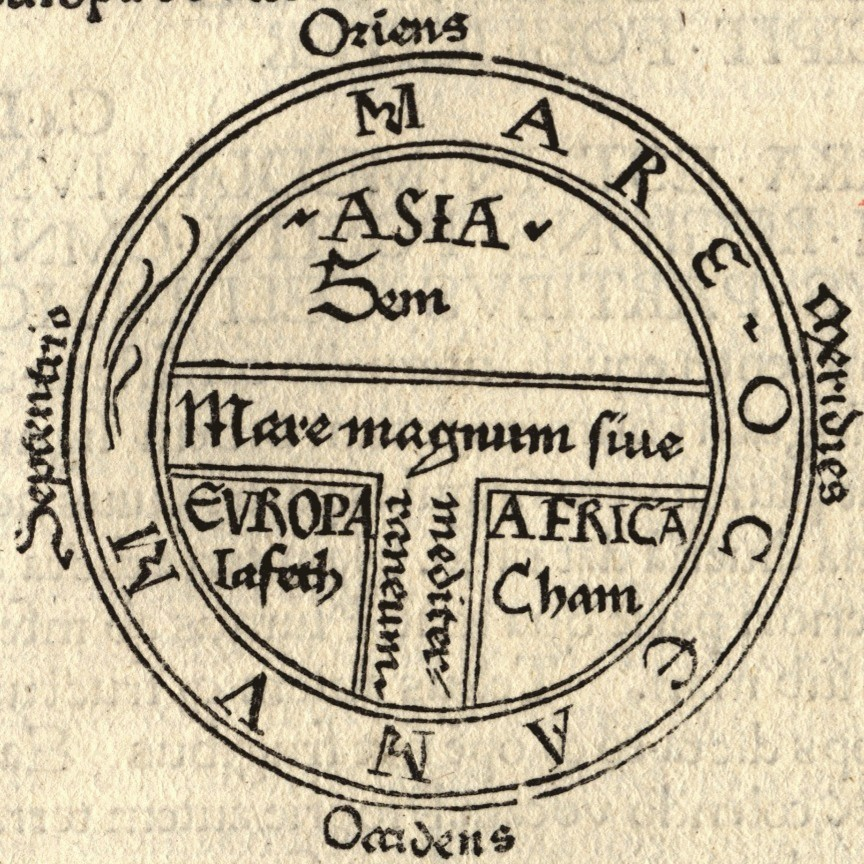
Este mapa com as letras T e O, abstrai o mundo conhecido da sociedade para uma cruz inscrita num orbe, refaz a geografia a serviço do cristão, e identifica os três continentes conhecido como povoados pelos descendentes de Sem, Cam, e Jafé

A Tabela das Nações ou simplesmente Descendência de Noé, é uma extensa lista dos descendentes de Noé a partir da posteridade de seus três filhos, listados em Gênesis 10, do Antigo Testamento da Bíblia, que representa uma etnologia da época em que foi escrito, tendo o intuito de fornecer uma árvore genealógica das Nações de toda a Terra.
Noé seria neste contexto, a ascendência única de toda a humanidade, que foi quase completamente destruída durante o Dilúvio por causa da profundidade do estado pecaminoso da humanidade, e Noé e sua família (um total de oito pessoas) foram os únicos sobreviventes dessa catástrofe global, sendo responsáveis pela multiplicação e dispersão da raça humana por toda a Terra, o que não aconteceria até a Torre de Babel.
A visão histórica da Bíblia, portanto, é de que todos os seres humanos da Terra são descendentes da Família de Noé, sendo assim, o Deus de Israel não era somente dessa Nação, mas de todo o Mundo.

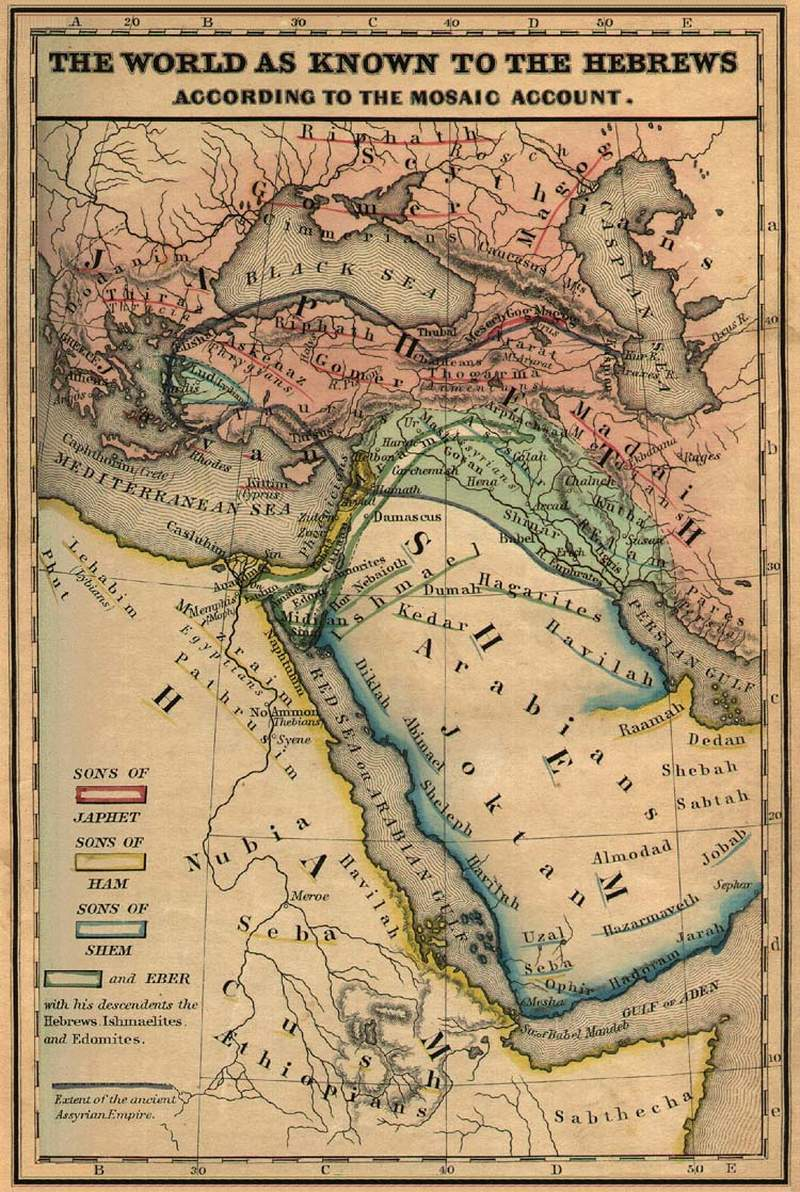
O mundo de acordo com os Hebreus (mapa de 1854)

## Os Filhos de Noé

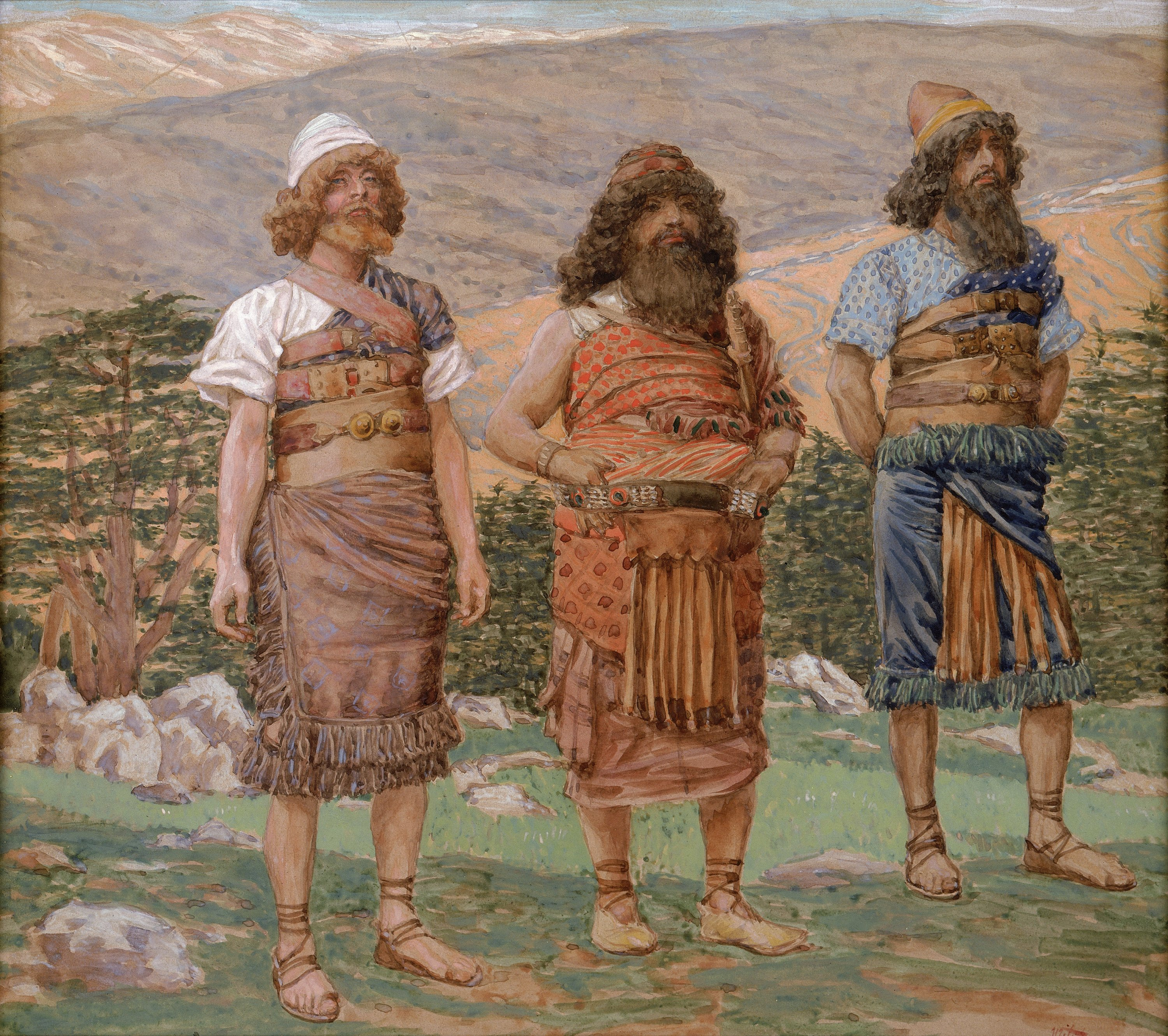
Sem, Cam e Jafé. Ilustração de James Tissot, 1904.

De acordo com Gênesis 10, Noé teve três filhos:
- Sem, ancestral das nações ao Leste (Oriente) da terra de Canaã;
- Cam, ancestral das nações da terra de Canaã para o Sul dela (Paleotrópico);
- Jafé, ancestral das nações ao Norte da terra de Canaã (Paleoártico).

Os nomes desses filhos são pensados para ter um significado relacionado às raízes semitas; Cam significa "quente", "morno" ou "inflamado" referente à paixão. Sem significa apenas "nome", "fama", "glória" ou "reputação". Jafé significa "largo", "espaçoso" ou "aberto". A identificação de diversos descendentes da primeira geração é ajudada pela inclusão da segunda, apesar de que várias de suas identificações são menos certas. (A cópia da tabela no livro bíblico de 1 Crônicas, Capítulo 1, tem variações ocasionais na segunda geração, provavelmente causada pela similaridade de letras hebraicas, como Resh e Dalet).  Formas que terminam em ‘’im’’, são plurais, provavelmente indicando os nomes dos povos, e não o nome de uma única pessoa.

## Descendência deSem

### Sem
Sem é tradicionalmente considerado o ancestral do povo semita; religiosos judeus e árabes se consideram filhos de Sem através de Arfaxade (assim, semitas). Na opinião de alguns estudiosos europeus do século XVII (por exemplo, John Webb), o povo da China e da Índia descendiam dele por meio de Joctã. Porém essa afirmação se revelou sem base científica séculos mais tarde.

### Elão
- Elão Filho de Sem, foi o ancestral dos elamitas,[2] e tinham um império com capital Susa, no que é agora o Cuzistão no Irã moderno. Por terem vivido na mesma região em que os Persas viveriam posteriormente, foi erroneamente considerado pai dos mesmos, mesmo os Persas sendo indo-europeus, o que os associaria mais com os Jafetitas. Elamita é uma língua não-semítica, que foram controversamente agrupada com as línguas modernas dravídicas, em "Elamo-Dravídicas".

### Assur
- Assur Filho de Sem, foi o pai dos Assírios, que posteriormente foi deificado como o pai-deus Assur,[3] e fundaram uma cidade com esse nome no Rio Tigre. O nome desta cidade serviu de base etimológica para a nação Assíria, séculos mais tarde.

### Arfaxade
- Arfaxade filho de Sem. Ele ou seus descendentes imediatos são creditados na tradição judaica com a fundação da cidade de Ur dos Caldeus, possivelmente Urfa, sudeste da Turquia moderna, embora também tenha sido identificada por alguns (após o arqueólogo Wooley) com a cidade Suméria de Ur, a margem sul do Rio Eufrates.

### Lud
- Lud, filho de Sem. A maioria das autoridades antigas atribuem este nome à Lídia, do leste da Anatólia (na atual Turquia) (Luddu em inscrições assírias de ca. 700 A.C.).

### Arã
- Aram ou Arã, filho de Sem. Há referências a uma campanha contra "Arã" tão cedo quanto 2300 A.C. nas inscrições de Narã-Sim. Seus descendentes se estabeleceram na cidade de Harã. Havia um número de lugares chamado Arã, incluindo um lugar em Damasco e outro chamado Arã-Naharaim, ou Arã de dois rios, situado entre os rios Tigre e Eufrates. Há também Arã-Tzova, que é mencionado em Salmos 60.
  - Uz, filho de Arã. Possivelmente, os antepassados dele se estenderam do sul da Jordânia, até o noroeste da Arábia Saudita, também mencionado no Livro de Jó.
  - Hul, filho de Arã. Desconhecido; pode ter uma possível conexão com o lago conhecido como Hula.
  - Geter, filho de Arã. Pai de Tamude na tradição árabe.
  - Más, filho de Arã. Desconhecido; sugestões incluem Mashu, uma região desconhecida dos cedros, mencionada na epopeia de Gilgamexe (possivelmente Líbano), e E-Mash Mash, o principal templo de Nínive na Assíria.

### Linhagem deArfaxadeàPelegue(genealogia de Abraão), e seu irmãoJoctã
A genealogia, neste ponto, lista de várias gerações de descendentes de Arfaxade, por conta de sua ligação com o povo hebreu e no resto do Gênesis:
- Cainan é listado como o filho de Arfaxade e irmão de Selá em algumas fontes antigas. O nome é omitido no Texto massorético hebraico da Bíblia Hebraica, mas a Septuaginta Grega e a genealogia de Jesus em Lucas 3:36 inclui o nome.
- Selá (também dito Salah), filho de Arpachade (ou de Cainã). dele teriam se originado os bactrianos, embora outros os considerem exilados dos citas.[4]
  - Eber ou Héber filho de Selá, implicitamente, indicado como o ancestral epônimo dos hebreus.
    - Pelegue, filho de Eber. Na tabela das Nações é dito que a terra foi dividida nos dias de Pelegue (seu nome significa divisão). A divisão entre a descendência de Sem, Cam e Jafé ocorrida na Torre de Babel, é dita por alguns que a 'divisão' ocorreu pouco antes dele, e que por isso ele recebeu esse nome, outros assumem que a 'divisão' ocorreu imediatamente após ele, com a dispersão das nações. A descendência de Abraão é contada a partir dele, Pelegue gerou Reú, que gerou Serugue, que gerou Naor, que gerou Terá, então Terá gerou Abrão, Naor e Harã.
    - Joctã, filho de Eber. Às vezes, é identificado com Jectã, uma antiga cidade perto de Meca. Considerado como Catã, por ser o antepassado dos "árabes".

Linhagem de Joctã
Segundo Isidoro de Sevilha em sua obra Etymologiae, Joctã originou os indianos.
- Almodá, filho de Joctã. "Segundo o Easton's Bible Dictionary" (Dicionário Bíblico Easton’s), “Almodá” significa "incomensurável", no entanto, também tem sido traduzida como "não se mede", "medidor", "medida de Deus", "o amado", ou "Deus é amado", "Deus é amor", e "Deus é um amigo".
- Selefe, filho de Joctã. Selefe significa "desenho para fora" ou "que tira" (Dicionário da Bíblia de Hitchcock).
- Hazarmavé, filho de Joctã. Hazarmave, transcrito Hazarmaueth, significa "morada da morte" (Dicionário da Bíblia de Hitchcock).
- Jerá, filho de Joctã.
- Hadorão, filho de Joctã. De acordo com notas Rabino Aryeh Kaplan: "Hadorão: Alguns interpretam isso como denotando " o sul ".
- Uzal, filho de Joctã.
- Dicla, filho de Joctã.
- Obal, filho de Joctã.
- Abimael, filho de Joctã. Abimael significa que meu pai é Deus.
- Sebá, filho de Joctã.
- Ofir, filho de Joctã. Ofir significa “Homem de ouro”
- Havilá, filho de Joctã. Literalmente, significa “trecho de areia”
- Jobabe, filho de Joctã.

## Descendência deCam

### Cuxe
- Cuxe filho de Cam, originou os etíopes,[5] que é um nome genérico referente aos africanos sub-saarianos. Existiu um Reino chamado de Cuxe, ao sul do Egito, o que pode ser uma referência a seu ancestral. Mas este nome também tem sido associado por alguns com a cidade Suméria de Kish, o que faria de Cuxe pai dos Sumérios e consequentemente dos Babilônicos, pela associação de seu filho Ninrode com a Terra de Sinear.
  - Seba, filho de Cuxe. Tem sido relacionado com o Iêmen  e a Eritreia, com muita confusão com Sheba abaixo. (A divisão "xibolete" entre os Sabeus em Sabá e Seba é reconhecido em outros lugares, por exemplo, no Salmo 72, levando pesquisadores a suspeitar que esta não seja uma duplicação errada de mesmo nome, mas uma verdadeira divisão histórica. O significado dessa divisão ainda não está completamente esclarecido, embora ele possa simplesmente refletir que cada um foi para um lado do mar
  - Havilá, filho de Cuxe. Geralmente considerado como uma parte da Península Arábica, perto do Mar Vermelho.
  - Sabtá, filho de Cuxe. Às vezes, relacionados com hadramitas (sua antiga capital sendo Saubata) no Iémen Oriental.
  - Raamá, filho de Cuxe. Tem sido relacionado com Ramanitas mencionado por Estrabão no sudoeste da Península Arábica, e com uma cidade árabe de Regmah na  cabeça do Golfo Pérsico.
    - Sebá, filho de Raamá. Tem sido relacionado com os sabeus e os povos de ambos os lados da parte mais estreita do Mar Vermelho, em ambos os sítios de Iémen do Sul / Saudita e Eritreia / Etiópia / Somália.
    - Dedã, filho de Raamá. Aparentemente, uma região da província Tabuk da Arábia Saudita.

  - Sabtecá, filho de Cuxe. Possivelmente Sabaiticum Óstio, sabeus que vivem em torno de um porto específico na Eritreia.
  - Ninrode filho de Cuxe, é identificado como o "primeiro poderoso na terra" e um "poderoso caçador diante de Deus", onde teria fundado as cidades de Babel, Ereque, Acade e Calné, as quais teriam sido o início de seu reinado na terra de sinear

### Mizraim
- Mizraim filho de Cam, foi o pai dos Egípcios,[5][6] seu nome é uma referência para Alto e Baixo Egito, uma vez que se traduz por ("As Duas Terras") assim como no egípcio antigo Ta-Wy. Falantes do árabe egípcio moderno referem-se a seu país como Misr.
  - Ludim, descendentes de Mizraim. Às vezes, considerado um erro de escriba para Líbios, uma referência ao Lebou do Leste da Líbia.
  - Anamim, descendentes de Mizraim. Há uma referência em uma inscrição assíria de tempo de Sargão II, Anami, uma tribo localizada em Cirene (cidade), na Líbia.
  - Leabim, descendentes de Mizraim. Identificação incerta, possivelmente na Na-Ptah     .
  - Naftuim, descendentes de Mizraim. Tem sido relacionado com Na-Ptah, a forma egípcia de Mênfis.
  - Pathrusim, descendentes de Mizraim. Possivelmente relacionados com palavra egípcia Pa-To-Ris significado sulistas.
  - Casluim ancestral dos filisteus.[7][8]
  - Caftorim filho de Mizraim, associado aos minoicos da ilha de Creta, também conhecida por Caftor.

### Pute
- Pute filho de Cam, de quem descendem os Líbios, com um rio na Mauritânia (Argélia) nomeado Pute segundo Isidoro,[9] indicando que não seria apenas o ancestral dos Líbios limitados a região da atual Líbia, mas de todos os Berberes que ocupavam quase todo o norte da África. As autoridades antigas são bastante unânimes na identificação de Pute com os líbios (Lebu e Pitu), os primeiros vizinhos do Egito, a oeste.

### Canaã
- Canaã, filho de Cam. Este é conhecido por ser o nome de uma nação e os povos que colonizaram a costa oriental do Mediterrâneo, em que é agora chamado Israel e Líbano.
  - Sidom, filho primogênito de Canaã, e o nome de uma das mais antigas cidades-estados na costa fenícia.
  - Hete, filho de Canaã, considerado ancestral dos "hititas", um povo de Canaã, possivelmente relacionados com Hati, uma poderosa entidade na Anatólia (localizada na atual Turquia).
  - "O jebuseu", descendentes de Canaã, uma tribo que vivia nos arredores de Jerusalém, que antigamente era conhecida como Jebus, de acordo com o Livro dos Reis.
  - "O amorita" descendentes de Canaã, um povo que vive entre os rios Jordão e Eufrates, pelo menos, 2000 a.C., conhecido como Amurru pelos acádios e egípcios.
  - "O girgaseu", descendentes de Canaã, conhecida pelos egípcios como Kirkash .
  - "O heveus", descendentes de Canaã
  - "O arqueu", descendentes de Canaã, provavelmente, cidade-estado de Arqa na Fenícia.
  - "O Sineus", descendentes de Canaã, possivelmente ligados ao deserto de Sin, ou o rio Sinn na Síria.
  - "O arvadeu", descendência de Canaã. Refere-se à cidade-estado fenícia de Arwad.
  - "O zemareu", descendentes de Canaã. Refere-se à cidade-estado fenícia de Zemar.
  - "O hamateu", descendentes de Canaã. Refere-se à cidade síria de Hamate.

## Descendência deJafé

### Gômer
- Gômer filho de Jafé, é associado aos Gálicos/Gauleses, isto é, todos os povos Celtas.[10] Também é identificado como Gimirru migratórios (cimérios) da Assíria, atestado de cerca de 720 a.C.
  - Asquenaz, filho de Gomer. Foi suspeitado de que esse nome surgiu de um erro de impressão em hebraico para "Ashkuz", lendo um nun e um vav. Ashkuz e ishkuz eram nomes utilizados para os citas, que aparecem pela primeira vez nos registros assírios no século VII na região do Cáucaso, e às vezes ocupou vastas áreas da Europa e da Ásia. E, em hebraico medieval, a Alemanha era conhecida como Asquenaz, e é a origem do termo judeus asquenazitas.
  - Rifate, filho de Gomer. Muitos possivelmente ancestral dos Celtas. A identificação com Plafagónia da Antiguidade foi proposta.
  - Togarma, filho de Gomer. Algumas tradições da Arménia e da Geórgia celebram a descida de Togarma, mas alguns autores tentaram contato com os povos turcos:

### Magogue
- Magogue, filho de Jafé. Este nome aparece nos textos assírios como o Rei Gugu, da Terra do Gugu, e tem seu nome muitas vezes junto à Lídia.  É conhecido em textos gregos como Giges ou Gogue. É reivindicado como um ancestral tanto irlandesa e húngara em tradições medievais. Flávio Josefo, seguido por Jerônimo de Estridão e Nênio, torna-o ancestral dos citas, que habitavam o norte do Mar Negro.

### Madai
- Madai, filho de Jafé. Os medos do Noroeste do Irã aparecem pela primeira vez em inscrições assírias como Amadai em cerca de 844 a.C.

### Javã
- Javã filho de Jafé. De quem descendem os Jônios,[11] como os outros povos conheciam os gregos e uma das tribos originárias da Grécia segundo a Teogonia de Hesíodo.
  - Elisá, filho de Javã. As identificações foram propostos com vários povos do mar Egeu, como Elisá, noroeste do Peloponeso, ou de Phthia Ellis.
  - Társis (Tarshishah em I Crônicas), filho de Javã. Possui diversas relações com Tarso, na Anatólia, ou Tartessus no sul da Espanha.
  - Quitim, filho de Javã. Geralmente relacionado com Kition em Chipre, mas o nome aparece em outros textos, com uma variedade de interpretações.
  - Dodanim, filho de Javã. Geralmente relacionadas com ilha de Rodes, Egeu grande perto da costa da Ásia Menor.

Nota: o grego Septuaginta (LXX), do Gênesis inclui um filho adicional de Jafé, "Elisa", entre Javã e Tubal; no entanto, este nome não é encontrado em nenhuma outra fonte antiga, nem em I Crônicas, e é quase universalmente aceito para ser uma duplicata de Eliseu, filho de Javã. Mas a presença de Elisa (assim como a do filho Cainã de Arfachade) nas contas gregas bíblicas para a enumeração tradicional entre fontes cristãs primitivas de 72 famílias e idiomas, a partir de 72 nomes deste capítulo, ao contrário do 70 nomes, famílias e idiomas normalmente encontrados em fontes judaicas.

### Tubal
- Tubal filho de Jafé. é o ancestral dos ibéricos, tanto do Cáucaso como da Península Ibérica, embora alguns suspeitassem dos itálicos.[11] Também está conectado com Tabal, um reino da Anatólia, por meio da antiga tribo dos tibarenos. No livro dos Jubileus, ele foi doado a três línguas da Europa.

### Meseque
- Meseque, filho de Jafé. Ele é considerado como o epônimo da tribo Mushki da Anatólia. O povo Mushki  é, por vezes, considerado um dos ancestrais dos Georgianos, mas também tornou-se conectado com os Povos do Mar que vagueavam no Mar Mediterrâneo. Alguns o consideram o pai de Moscou, combinando seu nome Meseque (Msc) e nome de sua mulher, Kva (Cwa).

### Tiras
- Tiras filho de Jafé, de quem os Trácios descendem.[12] Alguns o associam aos Etruscos, ele também tem sido associado com alguns dos Povos do Mar, como Tursha e Tyrsenoi, com o rio Tiras (Dniestre), e aparece às vezes com a região da Anatólia de Trôade, datando o último do século XIII a.C.